# Diving bell
Diving bell is het debuutalbum van Sanguine Hum. Sanguine Hum is echter een andere naam van de band Antique Seeking Nuns. De muziek is een mengeling van progressieve rock en artrock. Het album verscheen eerst in een downloadversie (november 2010) en vervolgens in gelimiteerde oplage op het eigen platenlabel van de band Troopers for Sound. In januari 2012 verscheen het album wereldwijd op Esoteric Antenna, een sublabel van Esoteric Recordings. Na het verschijnen van het album verliet Mallyon de band, hij ging verder met Thieves Kitchen, waarvan de bassist Brad Waismann ook deel uitmaakt. 
De platenhoes is van Carl Glover.

## Musici
- Jeff Winks – zang, gitaar, drummachine, samples
- Matt Baber – toetsinstrumenten, (elektronsiche) percussie
- Paul Mallyon – slagwerk, percussie
- Brad Waissman - basgitaar

## Muziek
| Nr. | Titel                                             | Duur |
| --- | ------------------------------------------------- | ---- |
| 1.  | No more than we deserve                           | 5:08 |
| 2.  | The ladder                                        | 3:56 |
| 3.  | Dark ages                                         | 4:42 |
| 4.  | Coast of Nebraska                                 | 6;15 |
| 5.  | The trial                                         | 6:06 |
| 6.  | Nothing between us                                | 6:10 |
| 7.  | Diving bell                                       | 5:46 |
| 8.  | There’s no hum                                    | 4:50 |
| 9.  | Tonic for the snoring (Esoteric Antenna-versie)   | 4:19 |
| 10. | The eternal abyss (Esoteric Antenna-versie)       | 5:41 |
| 11. | Circus for a dying race (Esoteric Antenna-versie) | 6:19 |